# آرسیم پلپولی
آرسیم پلپولی (به انگلیسی: Arsim Plepolli؛ زادهٔ ۱۱ آوریل ۱۹۷۷) که با نام آرسیم پریپولی نیز شناخته می‌شود، مربی فوتبال حرفه‌ای کوزووایی و بازیکن سابق است که در حال حاضر دستیار سرمربی پریشتینا می‌باشد.

## دوران باشگاهی
او در ابتدا برای تیم KF Flamurtari از پریشتینا در سوپر لیگ فوتبال کوزوو بازی کرد و بعدها در باشگاه‌های فوتبال زیادی مانند ژلیزنیچار سارایوو و Bosna Visoko در لیگ برتر بوسنی، آلومینیوم هرمزگان در لیگ آزادگان، Olimpija Ljubljana، KF Elbasani و غیره بازی کرد.

## افتخارات

### باشگاهی

#### ژلیزنیچار سارایوو
- لیگ برتر فوتبال بوسنی و هرزگوین (۱): ۰۲–۲۰۰۱
- سوپر جام بوسنی و هرزگوین (۱): ۲۰۰۰

#### بسا پجه
- سوپر لیگ کوزوو (۱): ۰۷–۲۰۰۶